# Kykowa
Kykowa (ukr. Кикова) – wieś na Ukrainie, w obwodzie żytomierskim, w rejonie nowogrodzkim, nad Słuczą. W 2001 roku liczyła 1223 mieszkańców.
Pod koniec XIX w. wieś w powiecie z siedzibą w Nowogradzie Wołyńskim.